# Serhat Çetin
Serhat Çetin (Istanbul, 23 febbraio 1986) è un ex cestista turco.

## Carriera
Con la Turchia ha disputato i Campionati europei del 2013.

## Palmarès

### Squadra
- Campionato turco: 2

Fenerbahçe Ülker: 2009-10
Beşiktaş: 2011-12
- Coppa di Turchia: 2

Fenerbahçe Ülker: 2009-10
Beşiktaş: 2011-12
- Coppa del Presidente: 1

Beşiktaş: 2012
- EuroChallenge: 1

Beşiktaş: 2011-12

### Individuale
- MVP Coppa di Turchia:1

Beşiktaş: 2011-12